# Hohe Dirn
 (décembre 2022).
Si vous disposez d'ouvrages ou d'articles de référence ou si vous connaissez des sites web de qualité traitant du thème abordé ici, merci de compléter l'article en donnant les références utiles à sa vérifiabilité et en les liant à la section « Notes et références ».
Hohe Dirn est une petite station de ski située près de Losenstein dans le sud-est du Land de Haute-Autriche en Autriche.
La station se situe aux portes du parc national Nationalpark Kalkalpen.
Son modeste domaine skiable est tracé artificiellement dans la forêt. Il est composé de courtes pistes, d'un niveau technique général relativement faible. Les pistes situées en périphérie du domaine ne sont pas toutes damées régulièrement. Desservi par des remontées mécaniques peu confortables (téléskis uniquement), le domaine est de fait faiblement fréquenté.